# Stora gillets byggnad

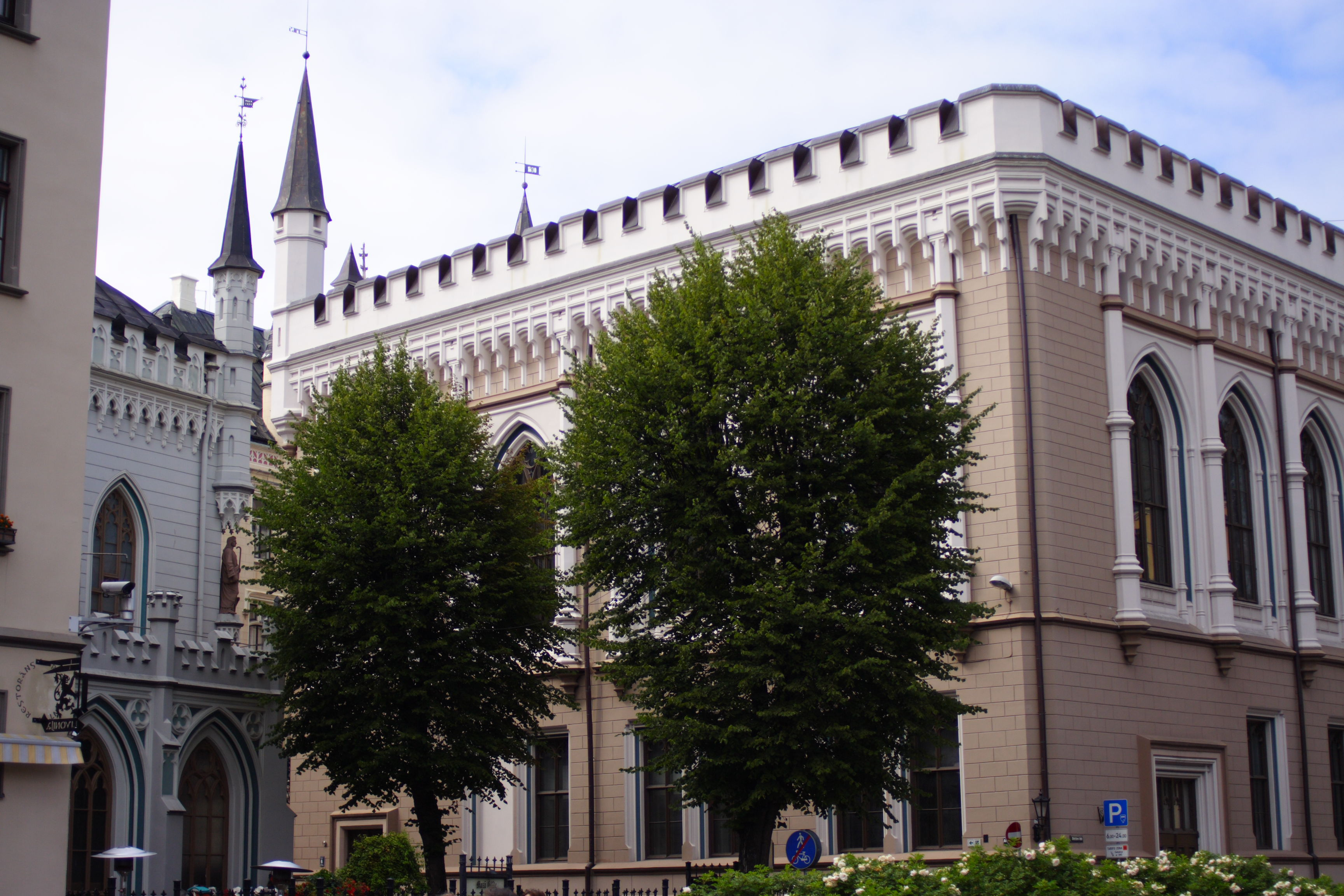
Stora gillet

Stora gillets byggnad (lettiska: Lielā Ģildes nams, tyska: Haus der Grosse zu Gilde Riga, St. Marien-Gilde-Haus) är en byggnad i Gamla stan i Riga i Lettland, som uppfördes 1854–1857.  Den byggdes för Stora gillet, eller Mariagillet, som fanns 1354–1939.
Huset har sina rötter i ett hus från 1200-talet på platsen, som ursprungligen var en handelsgård. Det har över århundradena genomgått åtskilliga ombyggnader. Byggnaden rekonstruerades väsentligen åren 1854–1857 efter ritningar av Karl Beine (1815–1858) i engelsk-gotisk stil. Delar i det tidigare huset finns fortfarande kvar, såsom samlingssalen Munsterrummet.
År 1936, efter Ulmanis statskupp 1934, nationaliserades huset och byggdes om till ett konserthus, samtidigt som Lettlands handelskammare tog över Stora gillets funktioner. 
I huset finns en stor konsertsal med 669 sittplatser och mindre lokaler på 242, 187 respektive 67 kvadratmeter.